# Ливадия (окръг Фамагуста)
Вижте пояснителната страница за други значения на Ливадия.
Лива̀дия (на гръцки: Λιβάδια; на турски: Sazlıköy) е село в Кипър, окръг Фамагуста. Според статистическата служба на Северен Кипър през 2011 г. селото има 44 жители.
Де факто е под контрола на непризнатата Севернокипърска турска република.